# 2004 MU8
2004 MU8 est un objet transneptunien faisant partie des cubewanos. 

## Caractéristiques
2004 MU8 mesure environ 165 km de diamètre.